# Большой трамплин на Воробьёвых горах
Большой трамплин на Воробьёвых горах — 72-метровый лыжный трамплин на склоне Воробьёвых гор. Был построен в 1953 году и демонтирован в 2016 году для строительства нового 75-метрового трамплина. Новое сооружение планировалось построить в 2019 году, однако в 2020 году он был построен лишь наполовину, при этом в апреле 2021 года кран был демонтирован.

## История

Трамплин зимой 1964 года

Первый трамплин появился в Воробьёвых горах в 1926 году. Он был рассчитан на прыжки длиной 40—50 метров, располагался на склоне под храмом Живоначальной Троицы и не сохранился. В 1953 году на склоне Воробьёвых гор открылся спроектированный инженером Александром Галли комплекс из 4 трамплинов (предназначенных для прыжков на 45, 25 и 10 метров и 72-метровый трамплин, за которым закрепилось название «Большой») и кресельной канатной дороги, соединившей спортивные объекты с набережной. На тот момент Большой трамплин был лучшим в СССР и стал площадкой как союзных, так и международных состязаний. Соревнования по прыжкам пользовались популярностью у москвичей, а иногда зрителем становился и генеральный секретарь ЦК КПСС, персональную трибуну для которого организовывали на территории водной станции Центрального дома Красной Армии — чуть в стороне от горы приземления.
После того как Международная федерация лыжного спорта ввела новые стандарты лыжных трамплинов, предполагавшие минимальную длину прыжка в 75 метров, Большой трамплин утратил возможность принимать крупные соревнования. Тем не менее здесь проходили состязания союзного значения и работали несколько спортивных обществ для лыжников-прыгунов разного возраста. Благодаря специальному искусственному покрытию трамплинов тренировки проходили как зимой, так и в летнее время. Долгое время модернизацию устаревшего трамплина тормозило законодательство об особо охраняемых природных территориях, запрещавшее ведение работ на территории природного заказника «Воробьёвы горы». В 2012 году на трамплине произошёл пожар, за которым последовало прекращение работы. После перехода заказника в подчинение Парка Горького экспертиза выявила аварийное состояние трамплинов и неудовлетворительное состояние подъёмника.
В 2015 году спортивный комплекс на Воробьёвых горах стал частью более масштабного проекта: было решено разместить главную фан-зону Чемпионата мира по футболу 2018 года перед главным зданием МГУ и связать её канатной дорогой со стадионом «Лужники». Тогда же нашёлся инвестор, согласившийся профинансировать реконструкцию трамплинов и строительство канатной дороги с вершины горы к набережной и затем на противоположный берег Москвы-реки. Летом 2016 года старый подъёмник и оригинальный Большой трамплин были демонтированы в рамках реконструкции.

## Реконструкция

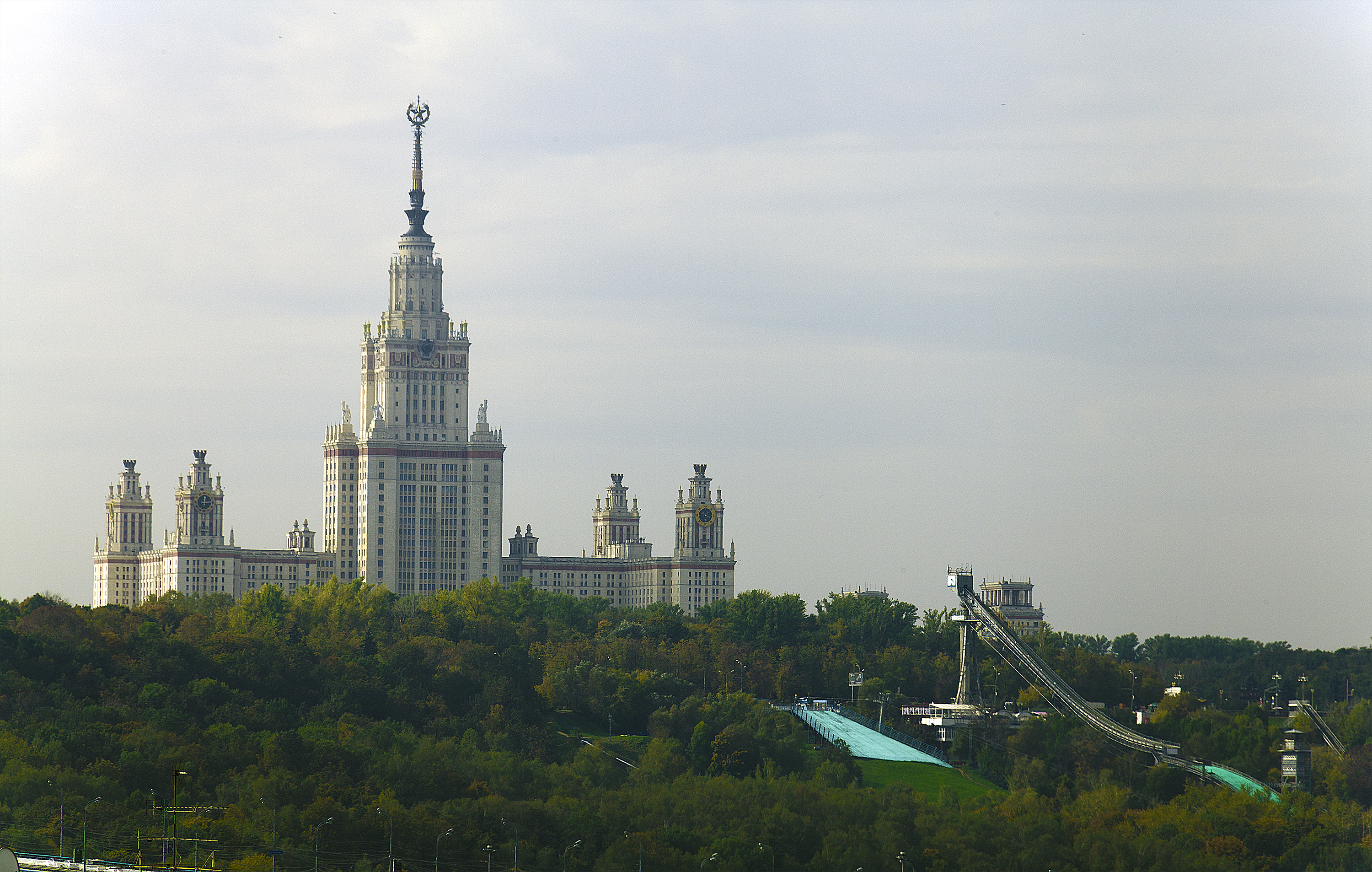
Трамплин на фоне Главного здания МГУ, 2012 год

Строящийся новый Большой трамплин был спроектирован в соответствии с требованиями Международной федерации лыжного спорта с геометрии подобных сооружений. После реконструкции длина прыжка с него должна увеличиться до 75 метров. По словам президента Федерации прыжков на лыжах с трамплина и лыжного двоеборья России Дмитрия Дубровского, трамплин всё ещё будет мал для проведения этапов Кубка мира, но сможет принимать международные соревнования среди женщин и юниоров, а также юношеские соревнования Первенства России. Планируется отремонтировать и учебные трамплины на 45, 25 и 10 метров.
Новая канатная дорога была построена в 2018 году и протянулась от смотровой площадки МГУ (рядом с Большим трамплином) до олимпийского комплекса «Лужники» на другой стороне Москва-реки через промежуточную остановку на правом берегу. Её протяжённость около 720 метров (старая канатная дорога была короче, т.к. не пересекала реку). Дорогу оборудовали 35 закрытыми кабинками на 8 мест каждая и 10 открытыми на 4 пассажира (открытые монтируются только в зимний сезон). Расчётная пропускная способность канатной дороги составляет 1,6 тысячи человек в час, а дорога от трамплина до набережной занимает около 6 минут. На промежуточной станции планируется разместить музей и пункт проката спортивного снаряжения.
Помимо реконструкции трамплинов и канатной дороги на Воробьёвых горах запланировано открытие круглогодичного центра спорта и активного отдыха, в который войдут лыжная и лыжероллерная трасса протяжённостью 2,5 километра, трассы для спуска на горных лыжах, сноуборде, коньках и бесполозных санях, скалодром и спортивная площадка для воркаута. Городские власти рассматривают возможность создания на Воробьёвых горах спортивного кластера, объединяющего спортивные школы, колледжи, научные лаборатории и вузы, занимающиеся подготовкой спортсменов.
В настоящий момент из-за несогласованности действий смежных структур города Москвы реконструкция Трамплина К-75 приостановлена на неопределенный срок.  